# Aydan
Aydan ist ein männlicher und weiblicher Vorname sowie Familienname.

## Herkunft und Bedeutung
Als türkischer Frauenname bedeutet Aydan [ˈaj.dan] „vom Mond“.
Als englischer Männername Aydan [ˈeɪ.dən] handelt es sich um eine Variante von Aidan.

## Verbreitung
Der Name Aydan ist in erster Linie in der Türkei und Aserbaidschan und als Frauenname verbreitet. In Aserbaidschan hat er sich unter den beliebtesten Mädchennamen etabliert und stand zuletzt auf Rang 33 der Hitliste. In den USA kommt der Name nur sehr selten vor. In den Jahren 2006 und 2008 erreichte er die Top-600 der Vornamenscharts.

## Namensträger

### Männlicher Vorname
- Aydan Erol (* 1940), türkischer Vizeadmiral

### Weiblicher Vorname
- Aydan Özoğuz (* 1967), deutsche Politikerin (SPD)
- Aydan Taş (* 1982), türkische Schauspielerin

### Familienname
- Aynur Aydan (* 1946), türkische Schauspielerin
- Efe Aydan (* 1955), türkischer Basketballspieler